# 小川れい子
小川 れい子（おがわ れいこ、旧姓：小林、1961年1月15日 - ）は、広島県呉市出身の元フィギュアスケート選手（女子シングル）。

## 経歴
7歳からスケートをはじめ、呉市立白岳小学時から広島フィギュアクラブに所属。同級の無良隆志も同クラブに所属。中学から大阪豊中市の梅花中学校にスケート留学し、梅花高等学校卒業後は同志社大学に入学し、同大学を卒業した。
渡部絵美と同じ1972年にデビューし、全日本フィギュアスケートジュニア選手権2位。1976年から1979年まで全日本選手権で連続4年2位となる。1977年、第一人者の渡部絵美が世界フィギュアスケート選手権出場のため欠場した国体を楽勝で初優勝した。同年8月フランス・サンジェルヴェ国際グランプリで国際大会初優勝。翌1978年は国体を連覇。1979年から3シーズン世界フィギュアスケート選手権日本代表となった。渡部の引退後の1980年12月、全日本選手権で念願の初優勝。
競技引退後は全日本コーチを経て、一時は審判員として活動し日本スケート連盟のフィギュア強化副部長を務めたこともあったが、現在はコーチとして復帰し佐藤信夫らのアシスタントをしている。

## 主な戦績
| 大会/年                      | 1972-73 | 1973-74 | 1974-75 | 1975-76 | 1976-77 | 1977-78 | 1978-79 | 1979-80 | 1980-81 |
| ---------------------------- | ------- | ------- | ------- | ------- | ------- | ------- | ------- | ------- | ------- |
| 世界選手権                   |         |         |         |         |         |         | 20      | 21      | 17      |
| 全日本選手権                 | 2.J     |         |         | 3       | 2       | 2       | 2       | 2       | 1       |
| NHK杯                        |         |         |         |         |         |         | 11      |         |         |
| サンジェルヴェ国際グランプリ |         |         |         |         |         | 1       |         |         |         |
| ネーベルホルン杯             |         |         |         |         |         | 1       |         |         |         |